# ナンド・パラード

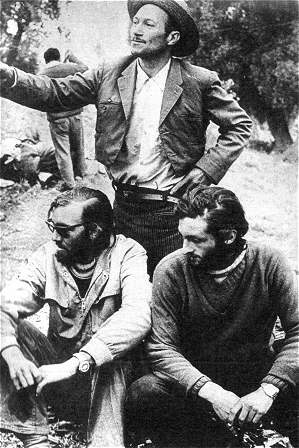
ナンド・パラード(左)とロベルト・カネッサ(右)。チリ人のウアッソ・セルヒーオ・カタランと共に。

ナンド・パラード（Fernando Seler "Nando" Parrado Dolgay, 1949年12月9日 - ）は、ウルグアイのノンフィクション作家、レーシングドライバー、テレビ番組制作者。ウルグアイ空軍機571便遭難事故の16人の生還者のひとりであり、事故の生還者の救出に大きな貢献を果たした人物である。

## 人物・略歴
ウルグアイのモンテビデオで、セレル・パラードとエウヘニア・パラードとの間に生まれた。姉グラシエラと妹スサーナ（またはサッシー）の3人兄妹である。モンテビデオのエステラ・マリス学園 (en)卒業。同校の卒業生らが結成したオールド・クリスチャンズ・ラグビーチームの一員であり、また敬虔なクリスチャンだった。
1972年10月13日、大学生の時、サンティアゴで行われるラグビー国際大会に出場するために、オールド・クリスチャンズのチームメンバーらおよび母・妹とウルグアイ空軍機571便（フェアチャイルドFH-227D）に乗り込み、チリ航空管制の誤誘導によりアンデス山脈のアルゼンチン領内に墜落・遭難した（ウルグアイ空軍機571便遭難事故）。

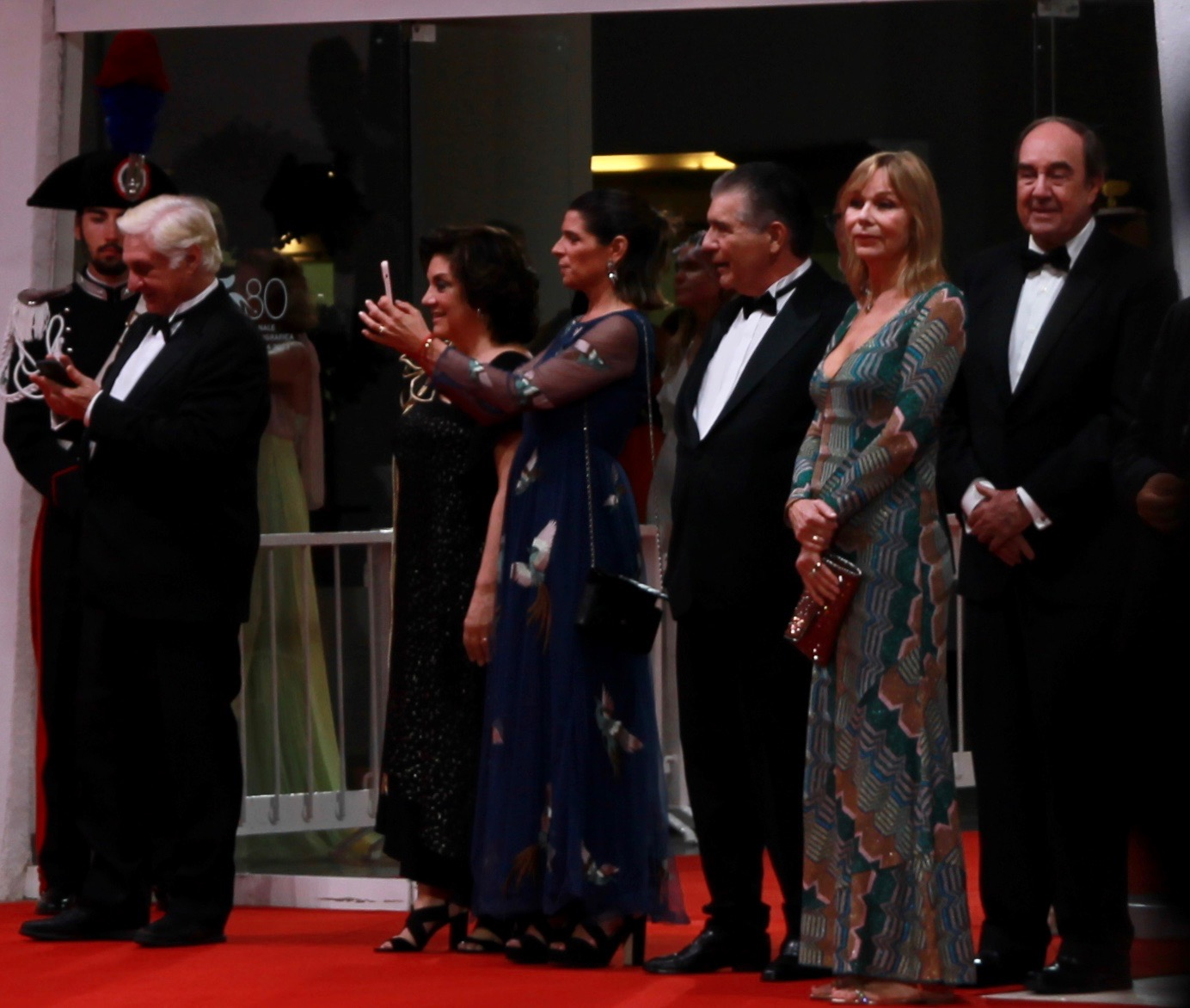
2023 年の映画『ソサエティ・オブ・ザ・スノー Society of the Snow』のヴェネツィア初公開に出席したロベルト・カネッサ、ナンド・パラード、カルロス・パエス・ロドリゲス。

墜落後、生存者たちは一致協力して生き残るために様々な努力をし、事故の犠牲者の人肉を食べて救助を待ったが、救助がやってくることはなかった。その後、たまたま受信したラジオ放送で、生存の見込みなしとして救助活動が打ち切られた事を知ったパラードは、ロベルト・カネッサらとともに、機体の残骸から作った粗末な装備を使った自力下山を計画した。そして極めて危険な道程を9日間歩きとおして、チリ領のアンデス山脈の麓へ脱出して救助を呼ぶことに成功し、残る生存者らの救出に決定的な役割を果たした。
奇跡の生還を果たしたパラード達は、ウルグアイの英雄として祭り上げられ、一躍有名人となった。しかし、かけがえのない母と妹、そして友人パンチート・アバルを喪ったパラードは、生活の大きな変化と、それをもたらした事故とどのように向き合ってゆくかに苦しむことになった。ときには、人生をもっと面白おかしく過ごしてもよいのではないかと考え、各地で催されるいくつものパーティに参加し、美女を隣に侍らせて酒を飲んだり、美人コンテストの審査員として新聞記事に載るなどした。こうした豪遊ぶりがかつての事故の仲間達の耳に届かないはずはなく、パラードが事故から得た教訓を忘れたように見え、それが仲間達との軋轢を生んだこともあったという。しかしやがてパンチートの喪失を決定的に実感するようになり、人生をよりよく生きる事を考えるようになっていった。
事件後の1973年1月、アルゼンチンF1グランプリを観戦するために訪れていたブエノスアイレスのサーキットで、事故以前よりファンであったレーサーのジャッキー・スチュワートおよびイギリスのF1の大興行主バーニー・エクレストンと面会した。スチュワートに対し、かねてよりレーサーが夢であった事を打ち明けると、スチュワートは本格的にレーサーの道を歩むことを薦めて、イギリスのドライビング・スクールへの入校の推薦を与えた。
イギリスで一年間レーサーとしての技術を蓄え、南米に戻ると二年間ほど各地のレースに参加し、まずまずの成果を挙げた。その後1977年にエクレストンの紹介で、イタリアのアルファロメオのレーシングチーム「アウトデルタ」に所属し、ヨーロッパツーリングカー選手権に出場した。イギリス・イタリア・オランダなどでレースに参加し、南イタリアのレースで優勝を果たした。
1978年に妻ベロニカと出会い、レーサーを引退してウルグアイに戻ると、家業である金物店をセレルから受け継ぎ、セレルの助言の元で金物店事業を拡大し、チェーン展開を行った。またレーサーとしての経歴を買われて、ウルグアイの国営テレビ局チャンネル5のモータースポーツ番組の制作司会を始めた。2006年の時点では、ウルグアイのテレビ局に5つの制作司会を担当する番組を持っている。
近年では、アンデスでの経験を元に講演活動なども行っている。

## 著書
遭難から生還までのドラマは何度も書籍化、映画化されている。パラード他生存者自身も映像化・書籍化に関わっており、また自身で著書も出版している。
2006年5月9日、ヴィンス・ラウスとの共著による『アンデスの奇蹟』を出版、アンデス山脈からの生還の体験談をノンフィクションとして書き綴った。内容はピエス・ポール・リード (en) の1974年発行の生存者インタビューを元にした『Alive: The Story of the Andes Survivors』を下敷きにしており、パラード自身の34年後の回想を含んでいる。